# Saint-Martin (Hautes-Pyrénées)
Saint-Martin (okzitanisch: Sent Martin) ist eine französische Gemeinde mit 437 Einwohnern (Stand: 1. Januar 2022) im Département Hautes-Pyrénées in der Region Nouvelle-Aquitaine. Sie gehört zum Arrondissement Tarbes und zum Kanton Moyen-Adour. Die Bewohner nennen sich Saint-Martinois.

## Geografie
Saint-Martin liegt etwa sieben Kilometer südlich von Tarbes in der historischen Provinz Bigorre am Oberlauf des Flusses Adour im Vorland der Pyrenäen. Umgeben wird Saint-Martin von den Nachbargemeinden Odos und Momères im Norden, Bernac-Debat im Osten und Nordosten, Arcizac-Adour im Süden und Osten, Visker im Süden und Südwesten, Bénac im Westen, Hibarette im Westen und Nordwesten sowie Louey im Nordwesten.

## Bevölkerungsentwicklung
| Jahr                       | 1962 | 1968 | 1975 | 1982 | 1990 | 1999 | 2006 | 2018 |
| Einwohner                  | 236  | 227  | 251  | 294  | 327  | 328  | 352  | 449  |
| Quellen: Cassini und INSEE |      |      |      |      |      |      |      |      |

## Sehenswürdigkeiten

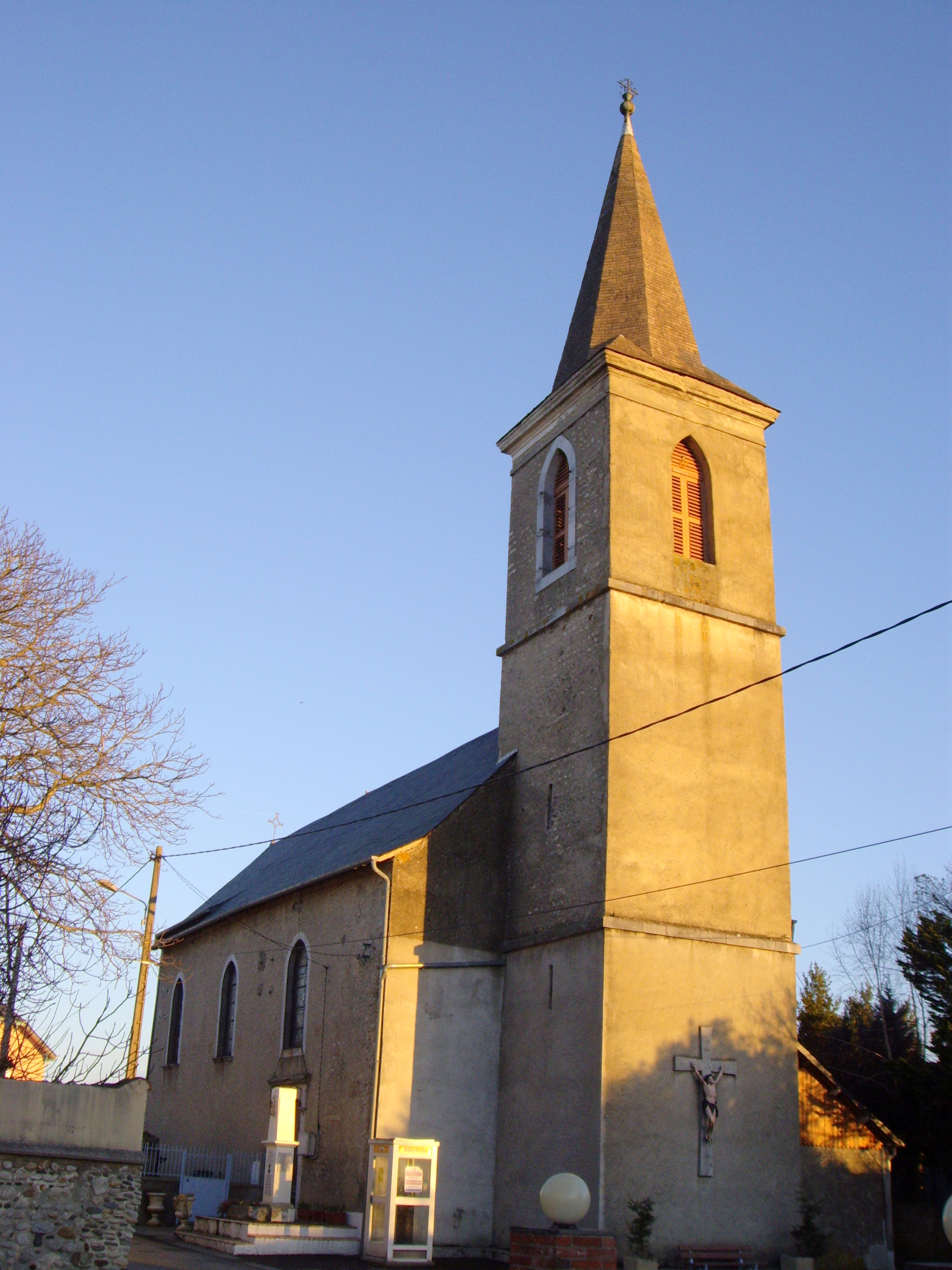
Kirche Saint-Martin

- Kirche Saint-Martin